# Hartvíkovice
Hartvíkovice (do roku 1900 Hartíkovice, uvádí se také bázev Artvíkovice, Artvíkov, Ertíkovice, německy Hartikowitz, Hartwikowitz, Hartwigsdorf) jsou obcí ležící jihovýchodně od města Třebíče. Nadmořská výška obce je 440 metrů nad mořem. Obec patří do správního obvodu obce s rozšířenou působností Náměšť nad Oslavou. Žije zde 575 obyvatel. První zmínka o obci pochází z roku 1104.
Sousedními obcemi sídla jsou Popůvky, Stropešín, Vícenice u Náměště nad Oslavou, Třesov, Okarec a Sedlec.

## Geografie
Hartvíkovice se nachází 8 km od Náměště nad Oslavou směrem jihozápadním, protéká ji potok, který se vlévá do Dalešické přehrady. Původně byla podkovovitého tvaru, posléze rozšířena o další ulice.
Hartvíkovicemi prochází ze západu na východ silnice z Třesova do Popůvek, jižně ze zastavěného území obce vede užitková silnice do hartvíkovického kempu a na Hartvíkovickou pláž, na sever pak vede užitková silnice přes Babí horu a do Vícenic u Náměště nad Oslavou. Ze západu na východ vede cyklostezka 5207, ta se na východním okraji zastavěného území obce křižuje s cyklostezkou 5108, která pak vede podél aleje k Babí hoře a následně severně kde se za hranicemi území obce spojuje s cyklostezkou 5106. Přes severní část území obce vede železniční vlečka na vojenské letiště. U Hartvíkovické pláže se nachází přístaviště Hartvíkovice.
Severní část území obce je zemědělsky využívaná a rovinatá, část území obce západně a jižně od obce je také využívána zemědělsky. Východně od obce se nachází vojenské letiště Náměšť nad Oslavou, které je částečně na území obce, jižně od obce se nachází svah údolí Jihlavy, které bylo zatopeno Dalešickou přehradou a jeho svahy jsou poměrně zalesněny a velmi svažité. Na východním okraji území obce se nachází průmyslový areál.
Jihovýchodní hranici území obce tvoří nepojmenovaný potok vlévající se do Dalešické přehrady, jihozápadní hranici tvoří Třesovský potok, který se také na území obce vlévá do Dalešické přehrady. Severně od území vesnice pramení nepojmenovaný potok, který posléze tvoří část severozápadní hranice území obce a následně se vlévá do Okareckého potoka.
Území Hartvíkovic je z větší části rovinaté (převážně severní část), jižní část s údolím řeky Jihlavy a Dalešickou přehradou je svažené až k 375 metrům nad mořem, horní rovinatá část se nachází přibližně ve 450 metrech nad mořem. Těsně za západní hranicí nad údolím řeky Jihlavy se nachází kopec Bouzanov (443 m), těsně za východní hranicí území obce severně od letiště se nachází Babí hora (472 m). Nad údolím Jihlavy je umístěn kemp s Hartvíkovickou pláží, na jihozápadním okraji území obce je nad svahem přehrady tzv. Malá Wilsonka, dále po břehu je pak několik dalších skalních útvarů, poloostrov u hartvíkovické pláže se zátokou a přístavištěm a následně Wilsonova skála s vyhlídkou a pozůstatky hradu Kokštejn.
Zastavěné území obce se nachází u východního okraje území nad údolím řeky Jihlavy, jižně se pak nachází na břehu řeky osada Wilsonka s kempem. Jižně od zastavěného území obce se nachází ubytovna s fotbalovým hřištěm. Východně od obce při silnici se nachází samota. Severně od zastavěného území obce se nachází areál motokrosové trasy. 
Na západním okraji zastavěného území obce začíná památná alej k Babí hoře, která vede následně až k východním hranicím území obce pod Babí horu. Na východním okraji vesnice se nachází památný strom Borovice na Třesovském kopci.

## Historie
Okolí obce je osídleno více než 5000 let, kolem roku 5600-4000 př. n. l. bylo osídleno návrší nedaleko Popůvek, následně pak kolem roku 2600 př. n. l. bylo osídleno hradiště na Wilsonově skále. Podle ústní tradice byl zakladatelem Hartvíkovic Ertvík (Artvík). V písemných pramenech se o této osobnosti žádné zmínky nenachází. Písemné zmínky o osídlení jsou z roku 1104. Dějiny obce úzce souvisí s osudy třebíčského benediktinského kláštera založeného v roce 1101. V roce 1340 v obci již byla farnost, která spadala pod tasovské děkanství, zakladatelem farnosti však měl být třebíčský klášter. V roce 1356 byly Hartvíkovice prodány Elišce z Okarce, později v roce 1377 byl dvůr postoupen majitelům Okarce. Roku 1340 se objevují první zmínky o kostele sv. Jiljí. Posléze patřily Hartvíkovice rodu Hartvíkovickému, postupně Mikuláši z Hartvíkovic, Janu z Hartvíkovic, Haškovi z Hartvíkovic, Ondřejovi z Hartvíkovic a dalším. Až v roce 1398 pak Jilvín II. z Hartvíkovic postupně odkoupil veškeré majetky rozdrobené mezi drobné vlastníky a scelil tak Hartvíkovice. V roce 1446 byl poprvé zmíněn v údolí řeky Jihlavy hartvíkovický mlýn.
Roku 1492 byla ves prodána Jilvínem III. z Hartvíkovic Dobešovi z Čechtína, ten pak obratem prodal Zikmundovi a Markvardovi z Mírova, těm už v tu dobu patřil Okarec a Hartvíkovice tak značně rozšířily jejich majetek. V roce 1537 pak Zikmund prodal majetek Jaroslavovi Osovskému z Doubravice (tomu už přepustila roku 1536 Okarec, Pyšel a Říčánky (zaniklá obec) jeho manželka Mandalena z Mírova). Roku 1556 byly Hartvíkovice připojeny k Náměšti nad Oslavou, téhož roku Hartvíkovice získal od manželky Jaroslava Osovského Oldřich z Lomnice. V roce 1775 pak proběhly protesty nevolníků. Roku 1598 zde byla nekatolíky vypálena fara a zavražděn farář a katolická fara byla v Hartvíkovicích obnovena až roku 1785. V roce 1788 byla v obci založena škola, v roce 1888 pak byla postavena nová školní budova. Škola pak byla zrušena v roce 1979.

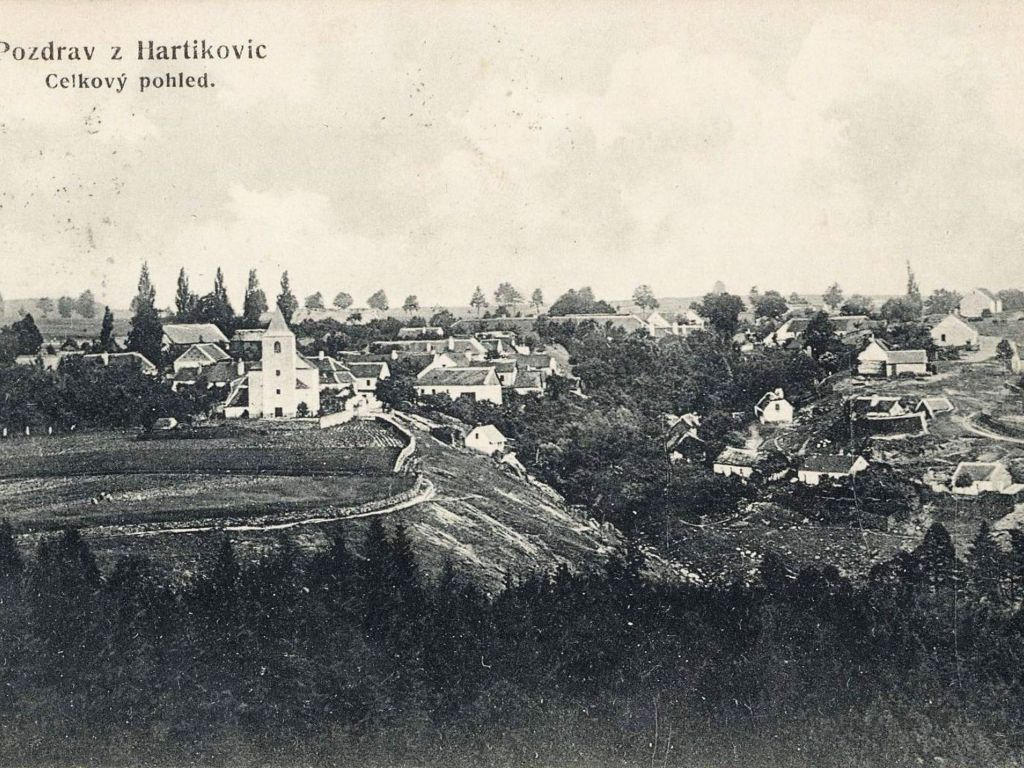
Hartvíkovice v roce 1908

Roku 1850 proběhl v obci velký požár, který spálil 33 domů. V roce 1853 byl opraven kostel a umístěn v něm velký zvon. V roce 1856 pak byla v obci postavena kaplička a v roce 1866 pak během prusko-rakouských válek prošla vesnicí pruská vojska. V roce 1907 byl nedaleko vesnice otevřen lom na vápenec. V letech 1916 a 1936 byly u cest u vesnice postaveny kříže (u kostela 1916 a u cesty do Pucova 1936). Mezi lety 1911 a 1912 byla přivedena do vesnice silnice z Náměště nad Oslavou, vedla přes Naloučany a ústila do Čikova. Roku 1913 pak byl ve vsi založen sbor dobrovolných hasičů. V roce byly 1917 všechny zvony zrekvírovány a to včetně zvonu z 15. století, roku 1929 pořízeny 4 nové, ale ty pak byly roku 1942 opět zrekvírovány kromě nejmenšího, až v roce 1970 byly vysvěceny 3 nové.
V roce 1928 bylo vysušeno jezero u kapličky a o rok později byla do vesnice přivedena elektřina a roku 1947 pak i telefon. V roce 1933 pak byla v obci postavena další kaple, financována byla Církví československou husitskou. Roku 1953 bylo v obci založeno JZD. Roku 1956 pak byl opraven kostel sv. Jiljí a v roce 1976 pak most přes řeku Oslavu nedaleko vesnice. Mezi lety 1978 a 1981 byla nedaleko vesnice u fotbalového hřiště postavena ubytovna místní jednotky Sokola. Roku 1979 pak po dokončení stavby Dalešické přehrady (mezi lety 1966 a 1977) byl nedaleko vesnice otevřen tzv. Stropešínský most a v roce 1984 bylo v údolí u přehrady nedaleko Wilsonovy skály otevřeno veřejné tábořiště, to provozoval Svazarm Hartvíkovice, v roce 1989 pak bylo provozováno JZD Studenec a získalo název Hartvíkovická pláž. Roku 1960 bylo na pozemcích obce postaveno Vojenské letiště Náměšť nad Oslavou. V roce 1985 pak proběhly obcí velké povodně a také byla místním Sokolem zakoupena kaple církve Československé husitské. V roce 2002 ji však opět odkoupila obec. Po roce 1989 pak bylo tábořiště odkoupeno soukromým vlastníkem a pojmenováno Autokemp Wilsonka. V obci roku 1989 vznikla organizace Občanského fóra a byla podpořena iniciativa Havel na hrad. V devadesátých letech 20. století byla obec plynofikována a byl zaveden vodovod.
Do roku 1849 patřily Hartvíkovice do náměšťského panství, od roku 1850 patřily do okresu Moravský Krumlov, pak od roku 1868 do okresu Třebíč, pak mezi lety 1949 a 1960 patřily do okresu Velká Bíteš a od roku 1960 do okresu Třebíč. Součástí obce byl do roku 1898 a mezi lety 1961-1991 Třesov. Od roku 1977 pak byly sloučeny obce Popůvky a Hartvíkovice, kdy Popůvky spadaly pod obec Hartvíkovice.
| Rok            | 1869 | 1880 | 1890 | 1900 | 1910 | 1921 | 1930 | 1950 | 1961 | 1970 | 1980 | 1991 | 2001 | 2011 | 2021 |
| -------------- | ---- | ---- | ---- | ---- | ---- | ---- | ---- | ---- | ---- | ---- | ---- | ---- | ---- | ---- | ---- |
| Počet obyvatel | 386  | 437  | 560  | 584  | 547  | 577  | 633  | 581  | 695  | 681  | 635  | 576  | 565  | 547  | 533  |
| Počet domů     | 50   | 83   | 92   | 100  | 100  | 103  | 136  | 154  | 158  | 169  | 164  | 200  | 209  | 214  | 221  |

## Politika
V letech 1993–2010 působil jako starosta Otto Tručka, od roku 2010 do roku 2018 tuto funkci zastával Zdeněk Nováček. Od roku 2018 vykonává funkci starosty Vítězslav Rous.

### Volby do Poslanecké sněmovny
|       | 2006                | 2010                | 2013                | 2017                | 2021                |
| ----- | ------------------- | ------------------- | ------------------- | ------------------- | ------------------- |
| 1.    | ČSSD (31,91 %)      | ČSSD (30,19 %)      | KSČM (25,47 %)      | ANO (35,18 %)       | ANO (30,54 %)       |
| 2.    | KSČM (27,3 %)       | KSČM (23,52 %)      | ČSSD (20,91 %)      | KSČM (14,07 %)      | SPOLU (17,04 %)     |
| 3.    | ODS (16,66 %)       | KDU-ČSL (11,37 %)   | ANO 2011 (15,58 %)  | KDU-ČSL (10,74 %)   | SPD (11,89 %)       |
| účast | 64,68 % (282 z 436) | 58,37 % (258 z 442) | 59,34 % (270 z 455) | 60,84 % (275 z 452) | 69,47 % (314 z 452) |

### Volby do krajského zastupitelstva
|      | 1.             | 2.                      | 3.                   | účast               |
| ---- | -------------- | ----------------------- | -------------------- | ------------------- |
| 2000 | KSČM (29,29 %) | 4KOALICE (28,66 %)      | SNK (12,73 %)        | 40,88 % (175 z 428) |
| 2004 | KSČM (47,52 %) | KDU-ČSL (19,8 %)        | ODS (16,83 %)        | 23,37 % (101 z 432) |
| 2008 | ČSSD (44,27 %) | KSČM (30,2 %)           | ODS (7,29 %)         | 44,99 % (193 z 429) |
| 2012 | KSČM (36,96 %) | ČSSD (20,6 %)           | KDU-ČSL (16,36 %)    | 38,41 % (174 z 453) |
| 2016 | KSČM (22,46 %) | ANO 2011 (21,01 %)      | KDU-ČSL (17,39 %)    | 31,4 % (141 z 449)  |
| 2020 | ANO (30,71 %)  | KDU-ČSL (11,42 %)       | Piráti (11,42 %)     | 30,85 % (141 z 457) |
| 2024 | ANO (55,84 %)  | ODS+TOP 09+STO (7,79 %) | STAN+SNK ED (7,14 %) | 34,92 % (157 z 461) |

### Prezidentské volby
V prvním kole prezidentských voleb v roce 2013 první místo obsadil Miloš Zeman (89 hlasů), druhé místo obsadil Jan Fischer (51 hlasů) a třetí místo obsadil Jiří Dienstbier (46 hlasů). Volební účast byla 58,89 %, tj. 265 ze 450 oprávněných voličů. V druhém kole prezidentských voleb v roce 2013 první místo obsadil Miloš Zeman (199 hlasů) a druhé místo obsadil Karel Schwarzenberg (68 hlasů). Volební účast byla 59,87 %, tj. 269 ze 451 oprávněných voličů.
V prvním kole prezidentských voleb v roce 2018 první místo obsadil Miloš Zeman (159 hlasů), druhé místo obsadil Jiří Drahoš (59 hlasů) a třetí místo obsadil Marek Hilšer (27 hlasů). Volební účast byla 67,48 %, tj. 305 ze 452 oprávněných voličů. V druhém kole prezidentských voleb v roce 2018 první místo obsadil Miloš Zeman (221 hlasů) a druhé místo obsadil Jiří Drahoš (110 hlasů). Volební účast byla 74,11 %, tj. 332 ze 448 oprávněných voličů.
V prvním kole prezidentských voleb v roce 2023 první místo obsadil Andrej Babiš (162 hlasů), druhé místo obsadil Petr Pavel (82 hlasů) a třetí místo obsadila Danuše Nerudová (51 hlasů). Volební účast byla 74,12 %, tj. 335 ze 452 oprávněných voličů. V druhém kole prezidentských voleb v roce 2023 první místo obsadil Andrej Babiš (181 hlasů) a druhé místo obsadil Petr Pavel (142 hlasů). Volební účast byla 72,26 %, tj. 323 ze 447 oprávněných voličů.

## Zajímavosti a pamětihodnosti
- původně gotický kostel sv. Jiljí postavený před rokem 1340. Později (17. století) přestavěn do barokní podoby.
- hrad Kufštejn, který je od roku 1556 uváděn jako opuštěný[7]
- Wilsonova skála, je přírodní skálou nad vodní nádrží Dalešice, sahá taktéž hluboko pod její hladinu. Je pojmenována po prezidentu USA Wilsonovi[34]
- Hartvíkovická pláž je jednou z několika pláží na vodní nádrži Dalešice. Nachází se zde Autokemp Wilsonka, který je každoročně hojně navštěvovaný.

## Osobnosti
- František Kubica (1909–1973), publicista, zemřel v Hartvíkovicích
- Josef Pittermann (1894–1918), malíř, zemřel v Hartvíkovicích

## Galerie

Hartvíkovice
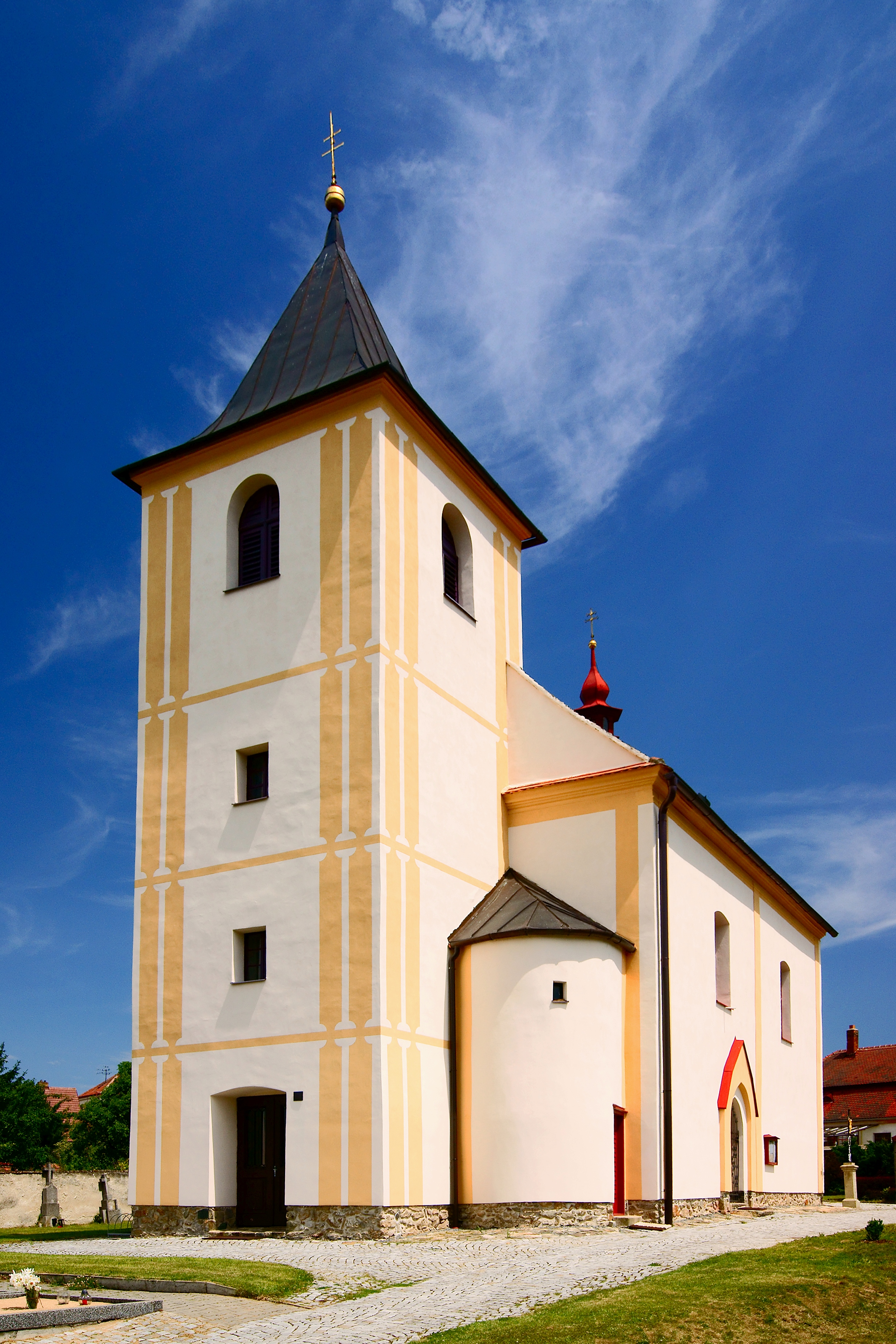
Kostel sv. Jiljí
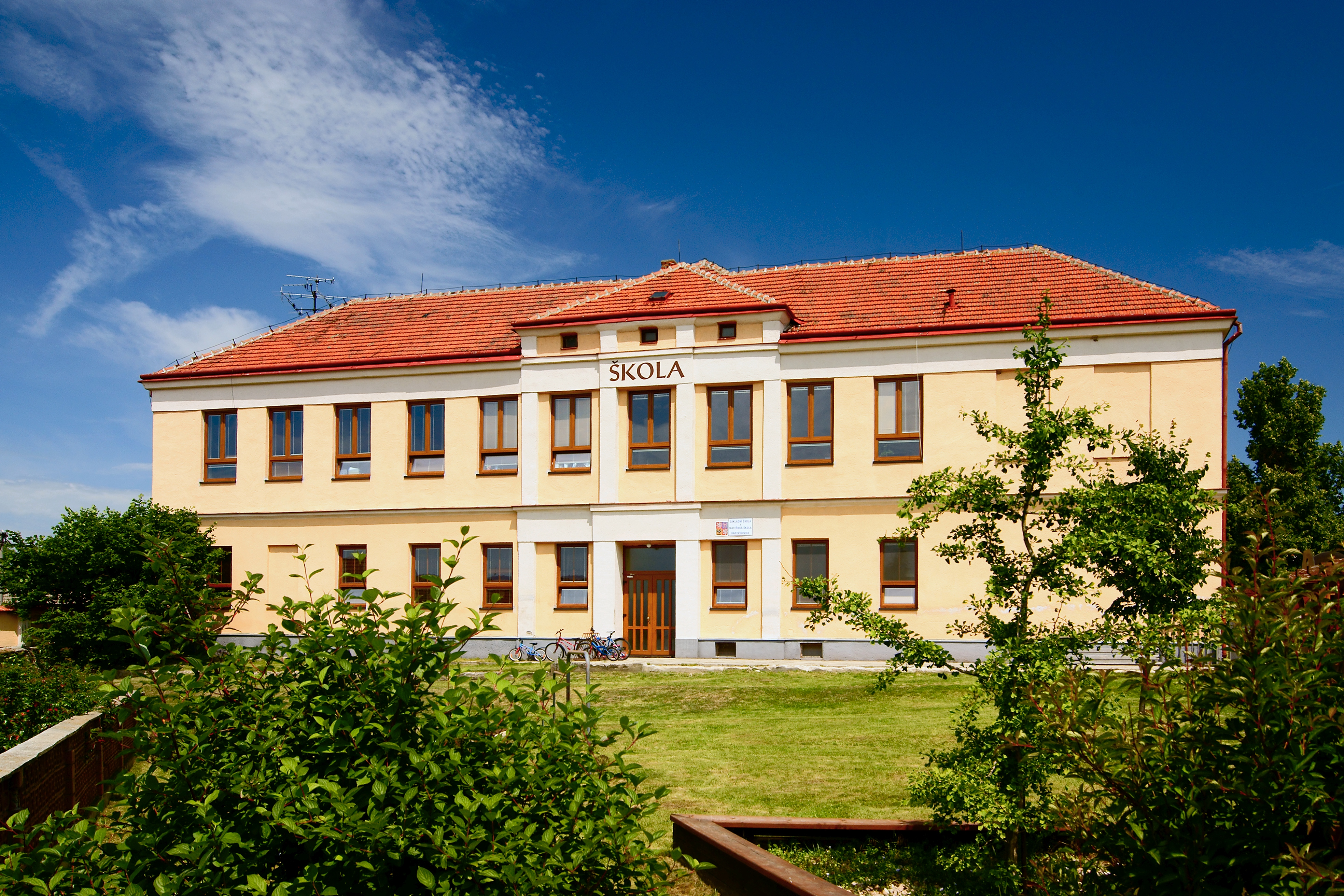
Škola
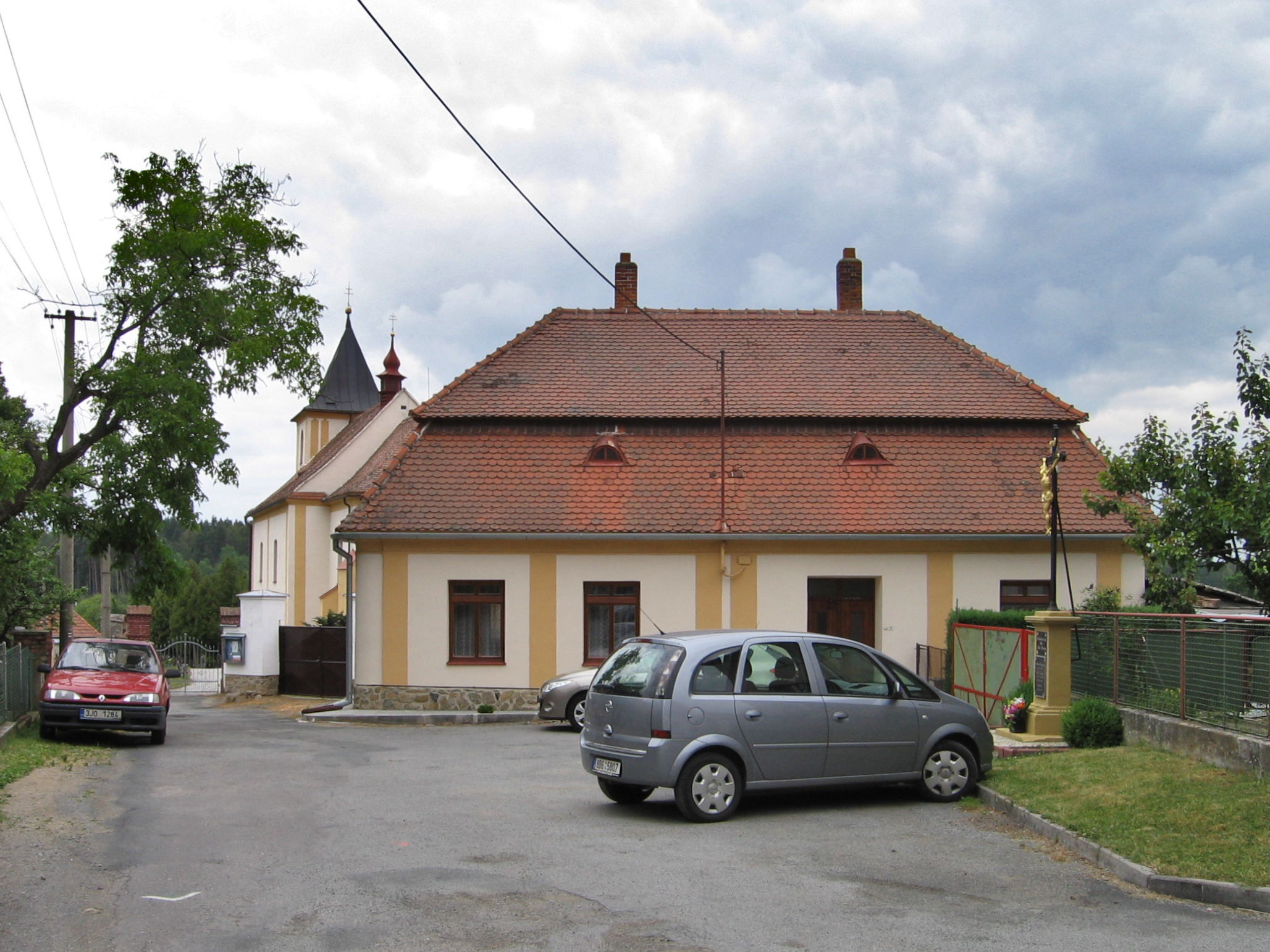
Fara
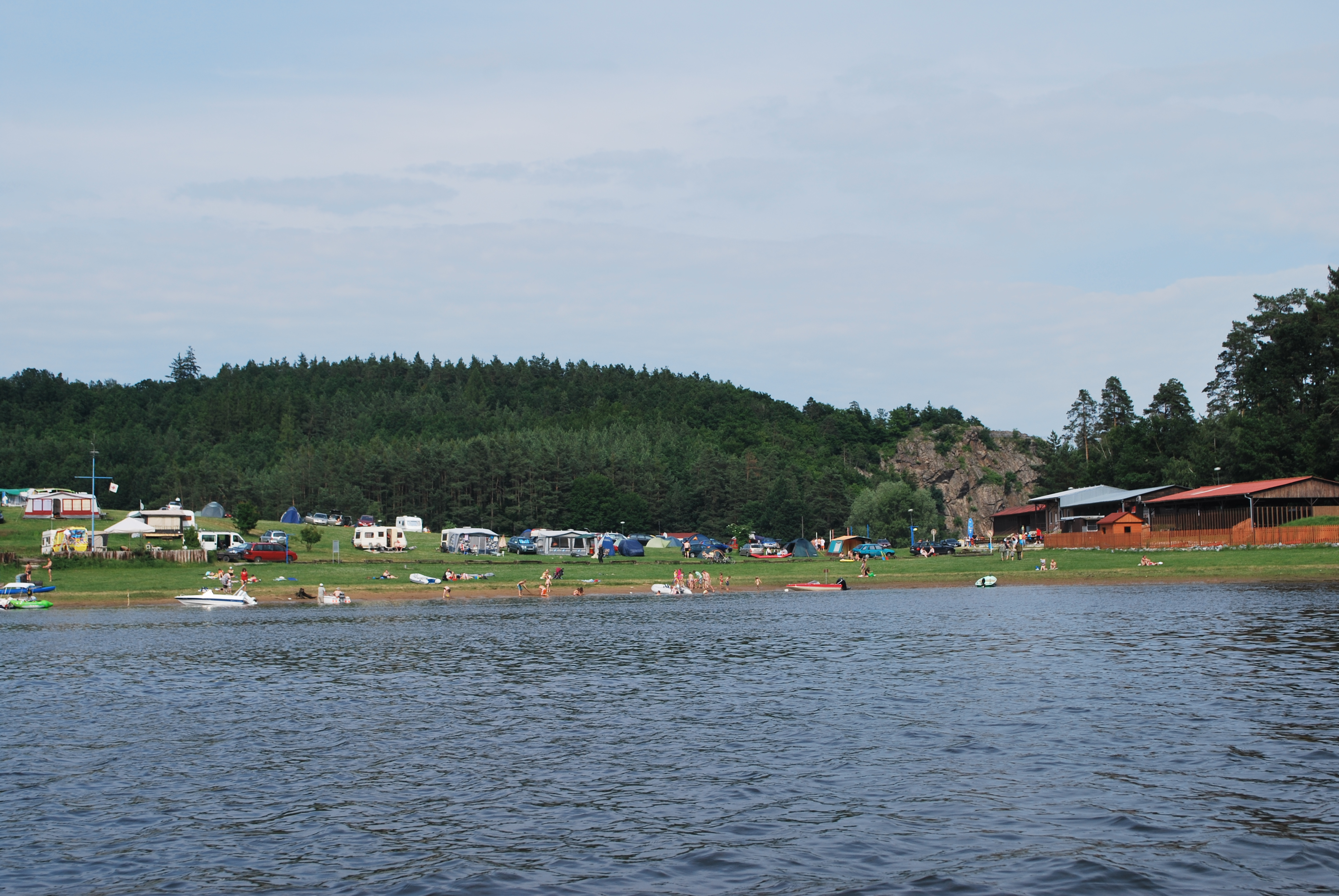
Kemp
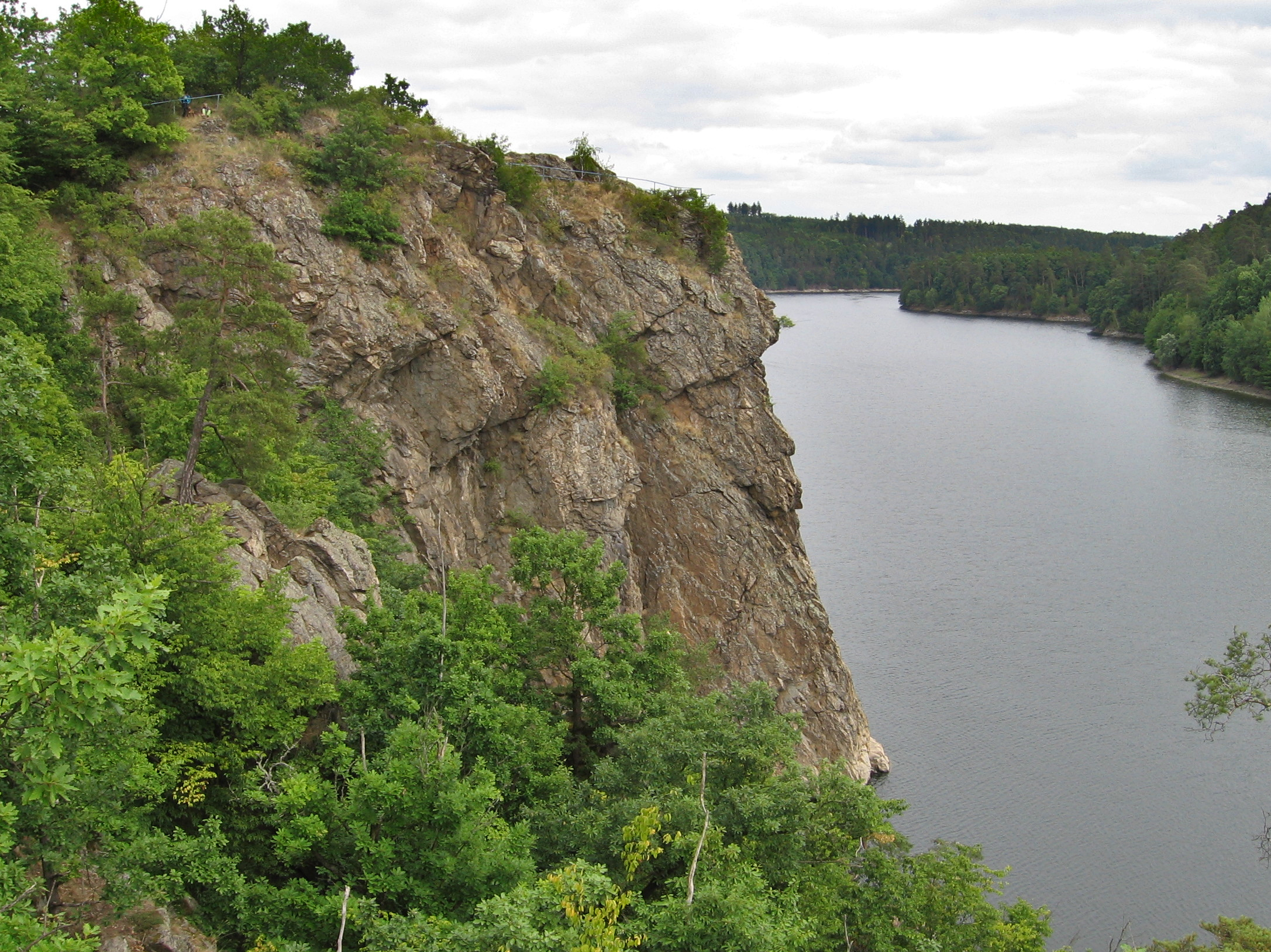
Wilsonova skála nad dalešickou přehradou
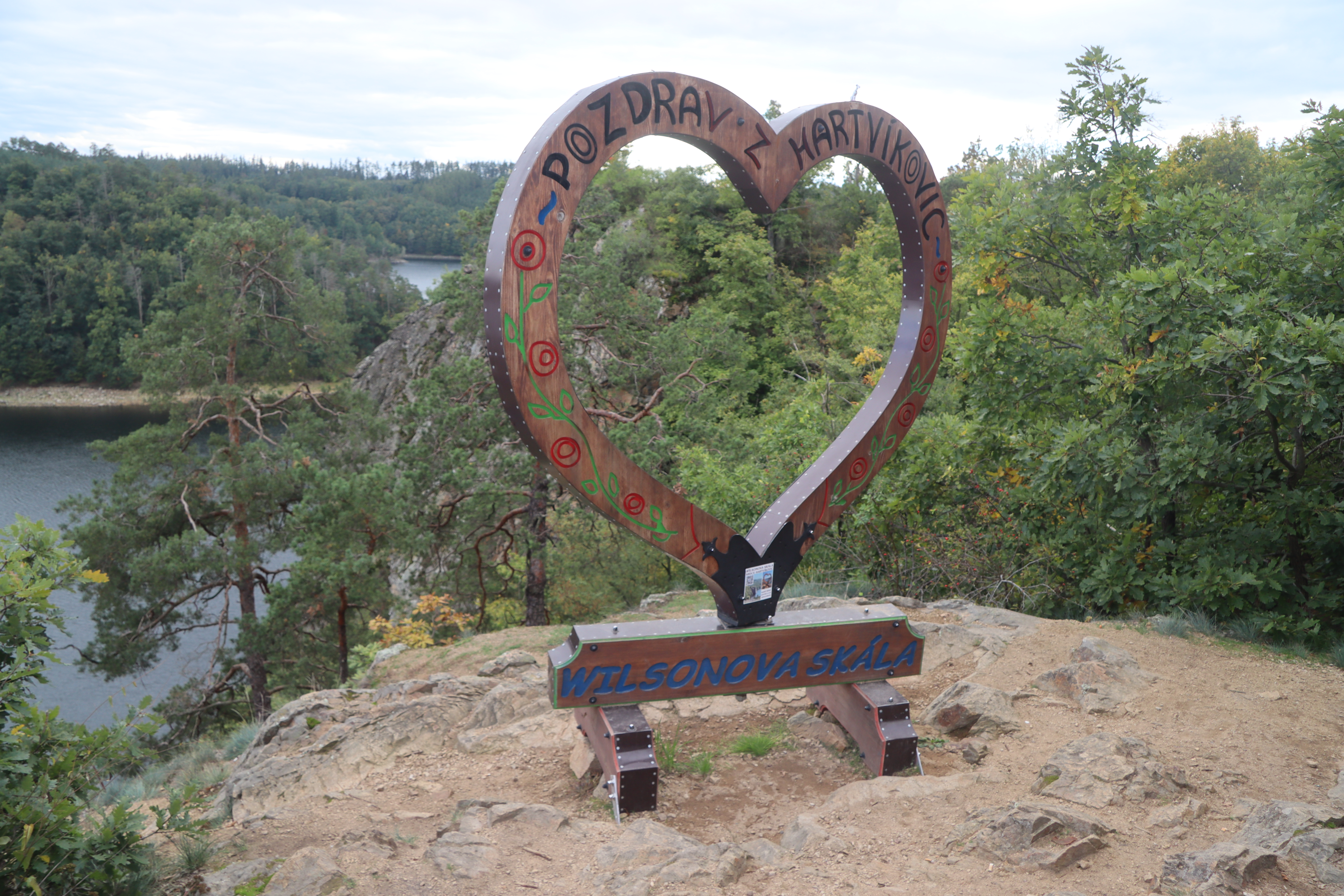
dřevěné srdce na Wilsonově skále